# اوپلاند (نروژ)

موقعیت اوپلاند در نروژ

 (به نروژی: Oppland) یکی از استان‌های نروژ است که هم‌مرز با استان‌های سور تروندلاگ، مور او رومسدال، سون اوگ فوردان، بوسکرود، آکرشوس، اسلو و هدمارک است. مراکز اداری استان در شهر لیلهامر واقع شده‌است. اوپلاند به همراه هدمارک تنها استان‌های نروژ هستند که محصور در خشکی هستند.